# Jean-Baptiste Weckerlin
Jean-Baptiste Théodore Weckerlin, , född den 9 november 1821 i Gebweiler, Elsass, död där den 9 maj 1910, var en fransk musiker.
Weckerlin genomgick konservatoriet i Paris 1844-49 samt ägnade sig åt komposition, sångundervisning och i synnerhet musikaliska samlingar och bibliografi, i vilket avseende han gjort sig ett berömt namn. Han blev kormästare i sällskapet Sainte-Cécile, där många viktiga äldre och nyare tonsättningar framdrogs, arkivarie i Société des compositeurs de musique, i vars handlingar han skrev flera uppsatser, samt var 1876-1909 efter Félicien David bibliotekarie i konservatoriet, över vars värdefulla musiksamling han utgav en katalog (1885). Han blev 1860 ledamot av Musikaliska akademien i Stockholm.
Weckerlin utgav flera äldre musikverk, åtskilliga samlingar av folkvisor (Échos du temps passé med flera), skrev arbeten om franska folkvisan och chansonen (La chanson populaire, 1886, L'ancienne chanson populaire en France, 1887; Chansons populaires du pays de France, 2 band, 1903), en samling anekdoter och kuriositeter, benämnd Musiciana (3 band, 1877–99), samt komponerade en mängd solosånger, körverken Les poèmes de la mer (1860) och L'Inde, a-cappella-körer, oratoriet Le jugement dernier, symfonin La forêt med mera. Av hans operor har på Lyrique uppförts L'organiste dans l'embarras (1853) och Après Fontenoy (1877), på privatteatrar några salongsoperor samt i Colmar ett par sångspel på elsassisk dialekt.